# Bosco Malenchini
Il Bosco Malenchini è una località sulle Colline livornesi, nel comune di Collesalvetti. È una zona boschiva situata sulla serra posta tra i torrenti Tanna e Tora, a un'altezza che varia dai 20 ai 70 metri sul livello del mare.
Vi passa il sentiero numero tre delle Colline livornesi, che collega la località di Valle Benedetta a Orciano Pisano, passando per Collesalvetti.

## Geografia e morfologia
Il Bosco Malenchini è situato nell'area pre-collinare delle Colline livornesi, che comprende le formazioni montuose inferiori ai 100 metri. La zona, completamente occupata da un bosco, è solcata da un piccolo ruscello che, con un chilometro di lunghezza, si unisce al Torrente Tora presso Collesalvetti.

## Flora e fauna
Il Bosco Malenchini presenta la caratteristica flora e fauna delle Colline livornesi, riconoscibile in modo più esteso alla flora e fauna mediterranea.

### Flora
Il bosco è prevalentemente costituito di piande di faggio e di pino. Il fitto sottobosco presenta piante di asparagi e lamponi, oltre a numerosi fiori.

### Fauna
Nella località vi si sono insediati numerosi animali, tra i quali i diffusissimi cinghiali. Vi si trovano anche scoiattoli, conigli e lepri.

## Il perché del nome
Il Bosco Malenchini deve il suo nome al patriota livornese Vincenzo Malenchini, che ha assunto una posizione rilevante nel dibattito Risorgimentale che aveva come obbiettivo l'Unità d'Italia. Il bosco ha assunto questo nome dal secondo dopoguerra.